# Comté de Stark (Ohio)
Pour les articles homonymes, voir Comté de Stark.
Le comté de Stark – en anglais : Stark County – est un des 88 comtés de l'État de l'Ohio, aux États-Unis.
Son siège est fixé à Canton.